# Istres Football Club
 (juin 2023).
Si vous disposez d'ouvrages ou d'articles de référence ou si vous connaissez des sites web de qualité traitant du thème abordé ici, merci de compléter l'article en donnant les références utiles à sa vérifiabilité et en les liant à la section « Notes et références ».
Maillots
Actualités
Dernière mise à jour : 20 septembre 2024.
L'Istres Football Club est un club de football français fondé en 1920 et basé à Istres, dans les Bouches-du-Rhône. Le club est installé au Stade Parsemain, dans la ville voisine de Fos-sur-Mer.
Le club obtient le statut professionnel en 1993 alors qu'il évolue en Division 2. Le club est connu pour sa participation lors de la saison 2004-2005 à la Ligue 1.
Le club est présidé par Youssef Moumaris. Lors de la saison 2015-2016, le club est relégué administrativement par la DNCG, perd son statut professionnel et exclu de tout championnat national et ainsi rétrogradé en Régional 2. Le club, entraîné par Anthony Sichi, évolue depuis 2024 en National 2.  
Après une saison 2021-2022 très difficile, le club est initialement relégué en Régional 1. Mais à la suite de la décision de l'AS Monaco de retirer son équipe réserve du giron de la FFF, les Istréens sont repêchés et continuer d'évoluer en National 3 en 2022-2023. 

## Histoire

### Genèse du club (1920-1969)
La Section sportive istréenne est fondée en 1920 par Edouard Guizonnier (président jusqu'en 1941). Le club, qui profite pendant cinquante ans de la jouissance exclusive du stade Donnadieu, ne brille pas à ses débuts par ses résultats mais rate d'un rien l'accession en Division d'Honneur en 1966 au détriment de l'AS Mazargues et remporte une seule Coupe de Provence en 1966. La SSI se fond en 1969 au sein d'un club omnisports, Istres Sports, qui adopte les couleurs de la SSI : le violet et le noir.

### Istres Sport, un club ambitieux (1969-1993)
En mai 1977, alors que le club stagne en Promotion d'Honneur, est nommé à la présidence un jeune entrepreneur de travaux, passionné de football, Michel Aviet. Pour permettre au club d'accéder aux divisions supérieures, Aviet recrute un entraîneur, Djordje Korac, ex-gardien de but yougoslave du FC Sion qui entraina le club de 1977 à 1985. Le tandem Aviet-Korac permet en l'espace de huit années de franchir six divisions, de la PHB à la Division 2.
Alors que le président Michel Aviet quitte le club en 1990, Istres est très proche de monter en Division 1 à l'issue de la saison 1991-1992 mais doit s'incliner en barrage face au SCO Angers. En 1993, les istréens atteignent les huitièmes de finale de la Coupe de France mais perdent contre l'Olympique de Marseille après avoir sorti Rennes et Lyon.

### Du National à la Ligue 1 (1993-2005)
Les dix années suivantes, le club se bat pour sa survie sportive avant de terminer 3e du National en 2001 et retrouver la Ligue 2. Après une 17e place et une 16e place qui lui ont permis d'assurer le maintien en Ligue 2 pour une troisième saison consécutive, le club istréen, sous la présidence de Bertrand Benoit (depuis 1997) affiche son intention de s'installer durablement dans le Championnat de Ligue 2.
Au terme de la saison 2003-2004, grâce à l'expérience de joueurs comme Brahim Thiam en défense, Xavier Gravelaine au milieu et Jacques Rémy en attaque, le club istréen entraîné par Mehmed Bazdarevic termine troisième avec 66 points de Ligue 2 derrière l'AS Saint-Étienne champion et le Stade Malherbe de Caen second et accède pour la première fois de son histoire à l'élite du football français.

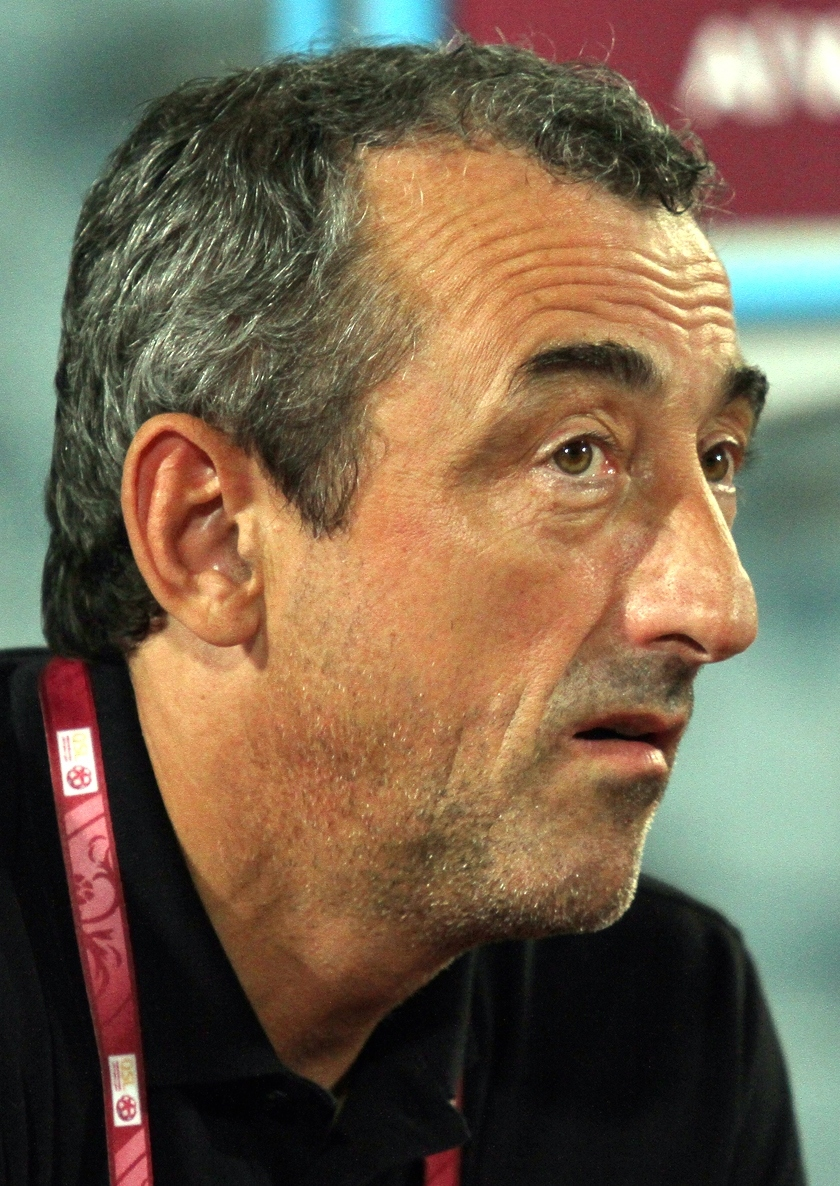
Le technicien bosnien Mehmed Bazdarevic a permis au FC Istres d'accéder à la L1.

Pour sa première saison en Ligue 1 en 2004-2005, le club provençal décide de renouveler de fond en comble l'effectif durant le mercato estival. On note entre autres l'arrivée de l'ailier sénégalais Moussa N'Diaye en provenance de Sedan, de l'international algérien Rafik Saïfi ou encore de l'international ivoirien Ibrahima Bakayoko.
Le club joue dans un premier temps ses matchs à domicile non pas au stade Bardin mais aux Costières du Nîmes Olympique faute de stade aux normes de la Ligue 1. Le club jouera ensuite au stade Parsemain à Fos-sur-Mer après avoir hésité avec la Plaine d'Audibert, enceinte qui fut inaugurée le 9 avril 2005, soit six mois après la date initialement prévue, afin que le club istréen soit en conformité avec les règlements concernant les installations liées à la Ligue 1. Le FC Istres découvre alors ses 12 500 places pour les cinq dernières journées de championnat de L1 seulement.
| \| R. Riou C. Dumolin N. Saveljic S. Pelé B. Thiam A. Faye A. Chedli L. Courtois R. Saïfi M. N'Diaye V-H. Montaño \| Équipe-type de la saison 2004-2005 |
| R. Riou C. Dumolin N. Saveljic S. Pelé B. Thiam A. Faye A. Chedli L. Courtois R. Saïfi M. N'Diaye V-H. Montaño                                          |

Après un début de saison correct, le FCIOP s'enlise petit à petit dans le classement et Mehmed Bazdarevic est limogé le 10 janvier 2005 à la suite des mauvais résultats de son équipe. Il est remplacé le 17 janvier 2005 par le tandem Jean-Louis Gasset-Xavier Gravelaine afin de tenter de maintenir le club. Malgré cela, Istres ne se maintient pas et termine dernier du classement avec 32 points au compteur.

### Ambitions déçues et chute (2005-2015)

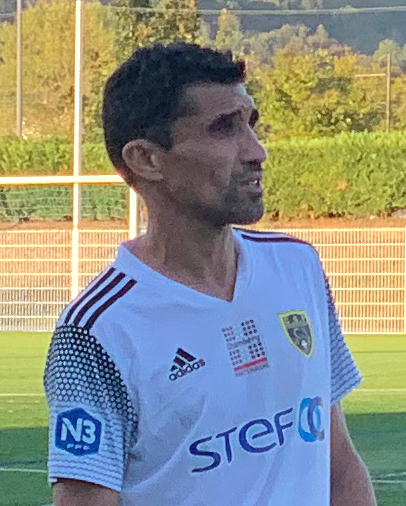
Nassim Akrour meilleur buteur de l'histoire du club avec 73 buts.

Le FC Istres retrouve la Ligue 2 lors de la saison 2005-2006 avec pour ambition de retrouver la Ligue 1.
Les bons souvenirs de la montée en Ligue 1 semblent bien lointains pour le club provençal. Incapable de retrouver un bon niveau et de garder une stabilité, le Football Club Istres s'enfonce au classement. Le club finit sa première saison en Ligue 2 à la 13e. Le début de la saison suivante est compliqué et Jean-Louis Gasset est remplacé par René Le Lamer le 6 décembre 2006. Cependant, le club ne parvient pas à redresser la barre et descend en National à l'issue de la saison 2006-2007 en terminant avant-dernier du championnat de Ligue 2. Le club reste pourtant ambitieux, et garde pour objectif de retrouver l'élite, se donnant cinq ans pour y arriver. Le club annonce même sa cotation en bourse, dans l'objectif de lever des fonds supplémentaires. Bernard Calvignac, tout nouveau propriétaire du club fait côter le club le mardi 19 juin 2007 sur le Marché libre via la procédure de cotation directe. À cette occasion, 5900 titres détenus par Bertrand Benoît sont cédés au prix de 6,75 euros. Les négociations débutent dès le lendemain mercredi 20 juin. Le projet du club est de retourner en Ligue 1.
Le retour du FC Istres en National est compliqué, le club termine ainsi sa première saison à la 12e place, à 13 points du 3e. La deuxième saison du FC Istres dans cette division est excellente. En effet lors de la saison 2008-2009, le club istréen entrainé par Henri Stambouli remporte le Championnat de France de National et obtient son retour en Ligue 2 pour la saison 2009-2010.
La saison 2009-2010 sera très laborieuse pour les Violets. Après une entrée en matière réussie en Coupe de la Ligue face au RC Strasbourg au Stade Parsemain sur le score de 6 buts à 1, notamment grâce à un triplé de la nouvelle recrue Fabrice Begeorgi, et un premier match de championnat remporté 1 à 0 contre le SC Bastia, les provençaux enchaineront les mauvais résultats : à la mi-saison, le FCIOP semble englué dans la zone rouge, pointant à la dix-neuvième place du classement. Lors du mercato hivernal, le tunisien Francileudo Santos ainsi qu'un ancien de la maison, Rafik Saifi, viendront étoffer les rangs des Aviateurs.
Le 26 février 2010, le club annonce qu'après 16 ans de bons et loyaux services, Francis Collado succédera à Bertrand Benoît à la présidence du club. Après le revers subi face à Clermont le 26 mars (1-3), l'entraineur Henri Stambouli décide de prendre du recul. José Pasqualetti est nommé entraineur quelques jours plus tard. Contre toute attente, les istréens remonteront alors la pente, signant 4 succès d'affilée à domicile et assurant le maintien en Ligue 2 contre le Nîmes Olympique (2-1) lors de la trente-septième journée, après avoir été mené au score.
La saison suivante se déroule mieux et le club entraîné par José Pasqualetti termine à la 11e place. Pour la saison 2011-2012 le club termine à la 10e. Le club réussit durant cette saison un bon parcours en Coupe de France en ne se faisant éliminé qu'à l'issue des seizième de finale par le Dijon FCO alors en Ligue 1. Lors de la saison suivante le club termine le championnat à la 13e place. Le parcours en Coupe de France se termine au même niveau que la saison passée par contre cette fois-ci les Istréens se font éliminer par un club de division inférieure l'US Raon.
Après une saison 2013-2014 très moyenne, le club descend en National lors de la 37e journée de championnat après une défaite au stade Parsemain face au Dijon FCO sur le score de 4 à 2. José Pasqualetti est limogé lors de la 29e journée de championnat après un match nul (2-2) face à l'AC Arles-Avignon.
C'est le champion du monde 1998, Lionel Charbonnier, qui est nommé manager général du club avec pour objectif de faire remonter le club en Ligue 2. Juste avant la saison 2014-2015, la DNCG refuse dans un premier temps la montée à Orléans et repêche Istres de National et évolueront donc en Ligue 2 la saison prochaine. Mais après l'appel d'Orléans accepté par le gendarme de la DNCG, Istres se voit relégué en National et évolueront donc finalement en National durant la saison 2014-2015.Contraint d'évoluer en National pensant être longtemps repêché en Ligue 2, le club se voit contraint de résilier plusieurs contrats de joueurs professionnels et de repartir avec une majorité de joueurs évoluant avec la réserve de la DHR (2e niveau régional) non préparés pour évoluer à ce niveau, la saison est catastrophique et à la fin des matchs aller le club se retrouve avant dernier avec seulement deux victoires. Au mois de février un changement d'entraîneur s'effectue et Bruno Savry remplace Lionel Charbonnier. Ce changement d'entraîneur ne changera pas l'avenir du club qui finira avant-dernier et sera reléguée sportivement en CFA à la suite d'une défaite face au RC Strasbourg. Cette descente signifie la perte du statut professionnel pour le club.

### Retour dans le monde amateur (2015-)
Le 12 juillet 2015, la DNCG rétrograde le club en DHR à la suite du dépôt de bilan du club (400 000 euros de dettes). Malgré leur descente en huitième division, le club parvient tout de même à se hisser jusqu'au 7e tour de la Coupe de France lors de l'édition 2015-2016 où ils sont battus sèchement 3-0 contre un club du même niveau, la JS Saint-Jean Beaulieu.
Le 12 mars 2016 est entérinée la décision de rebaptiser le club et de le nommer désormais « Istres Football Club ». Pour le président Alain Christmann, « l'entité Ouest Provence n'existe plus, c'est plus logique de procéder ainsi. Ce n'est pas une révolution, mais il fallait le faire ».
Pour la saison 2016-2017, l'Istres FC évolue en Division d'Honneur Régionale de la Ligue méditerranéenne. Au terme de celle-ci, le club obtient sa promotion dans l'étage supérieur après un match nul 1-1 contre son voisin de Fos-sur-Mer. En Coupe de France, le Istres FC réalise un très bon parcours pour un club de septième division. En effet, dès le septième tour, ils éliminent un club de Ligue 2, le Nîmes Olympique, sur le score de 3-2 après des prolongations. Au tour suivant, c'est le Rodez AF qui se fait éliminer à Istres sur le score de 1-0. Pour les 32e de finale le Istres FC va affronter Marseille Consolat, alors en National. Le club istréen est le petit poucet à ce stade de la compétition. Leur parcours s'arrête lors de ce tour après une défaite 1-3 à l'issue des prolongations.
Pour leur retour dans l'élite régionale, les istréens finissent à la 2e place du championnat de Régional 1 et obtiennent leur promotion en National 3 pour la saison 2018-2019. Istres se maintient facilement lors de la saison 2018-2019 de National 3 en terminant 8e. Perturbée par la pandémie de Covid-19, la saison 2019-2020 est arrêtée prématurément. Le classement final est défini par le quotient entre le nombre de points obtenus et le nombre de matchs joués, Istres est alors 4e. La compétition 2020-2021 est définitivement arrêtée le 24 mars 2021 en raison de la pandémie de Covid-19, aucune rencontre n'a alors été jouée.

## Palmarès et records

### Palmarès
Le tableau suivant récapitule les performances d'Istres Football Club dans les différentes compétitions officielles françaises.
| Compétitions nationales | Compétitions régionales |
| --- | --- |
| Championnats - Championnat de France D1 - Meilleure performance : 20e en 2005 - Championnat de France D2 - Meilleure performance : 3e en 2004 - Championnat de France D3 (1) - Champion : 2009 - Championnat de France D4 - Vainqueur de groupe : 1984 Coupes - Coupe de France - Meilleure performance : seizième de finaliste en 2012, 2013 - Coupe de la Ligue - Meilleure performance : seizième de finaliste en 2003, 2004, 2005, 2007 | Championnats - Championnat de Méditerranée (2) - Champion : 1982, 1990 Coupes - Coupe de Provence (7) - Vainqueur en 1933, 1982, 1987, 1989, 1992, 1993, 2019[réf. nécessaire] |

### Parcours en Coupe de France
En Coupe de France de football 1984-1985, Istres Sport, alors en Division 3, atteint le huitième tour de la compétition, éliminé après prolongations par le Football Club d'Antibes - Juan les Pins. En 1986-1987, le club atteint à nouveau le huitième tour et, dans un duel de clubs de Division 2, est éliminé aux tirs au but par le CS Thonon-les-Bains. La saison suivante, après avoir éliminé l'AS Angoulême au huitième tour, Istres Sport est éliminée en 32es de finale, par le FC Sète. Le club, renommé entre-temps FC Istres, atteint à nouveau les trente-deuxièmes de finale en 1990, où il est éliminé par le club de Division 1 Montpellier HSC (1-0).

### Bilan sportif
| Saison    | Champ      | Cl  | Pts | J  | G  | N  | P  | Bp | Bc | Dif | CdF        | CdL        | TdC | CE | M. buteur                                    | B  | Entraîneur                                                | Aff |
| --------- | ---------- | --- | --- | -- | -- | -- | -- | -- | -- | --- | ---------- | ---------- | --- | -- | -------------------------------------------- | -- | --------------------------------------------------------- | --- |
| 1999-2000 | National   | 10e | 55  | 38 | 15 | 10 | 13 | 46 | 36 | 10  | 7e tour    | -          |     | -  | Cyril Cassèse                                | 10 | Arnaud Dos Santos                                         |     |
| 2000-2001 | National   | 3e  | 69  | 38 | 18 | 15 | 5  | 53 | 34 | 19  |            | -          |     | -  | Nassim Akrour                                | 16 | Arnaud Dos Santos                                         |     |
| 2001-2002 | D2         | 17e | 41  | 38 | 8  | 17 | 13 | 34 | 43 | -9  | 8e tour    | 1er tour   |     | -  | Nassim Akrour                                | 16 | Arnaud Dos Santos                                         |     |
| 2002-2003 | Ligue 2    | 16e | 43  | 38 | 10 | 13 | 15 | 32 | 53 | -21 |            | 16e finale |     | -  | Jacques Rémy                                 | 9  | Azzedine Meguellatti                                      |     |
| 2003-2004 | Ligue 2    | 3e  | 66  | 38 | 19 | 9  | 10 | 44 | 26 | 18  | 8e tour    | 16e finale |     | -  | Jacques Rémy                                 | 12 | Mehmed Bazdarevic                                         |     |
| 2004-2005 | Ligue 1    | 20e | 32  | 38 | 6  | 14 | 18 | 25 | 51 | -26 | 32e finale | 16e finale |     | -  | Moussa N'Diaye                               | 6  | Mehmed Bazdarevic - Jean-Louis Gasset / Xavier Gravelaine |     |
| 2005-2006 | Ligue 2    | 13e | 47  | 38 | 12 | 11 | 15 | 33 | 45 | -12 | 32e finale | 1er tour   |     | -  | Julien Viale                                 | 9  | Jean-Louis Gasset / Xavier Gravelaine                     |     |
| 2006-2007 | Ligue 2    | 19e | 35  | 38 | 8  | 11 | 19 | 35 | 63 | -28 |            | 16e finale |     | -  | Mobulu M'Futi                                | 7  | Bernard Rodriguez - René Le Lamer                         |     |
| 2007-2008 | National   | 12e | 50  | 38 | 13 | 11 | 14 | 40 | 42 | -2  |            | 1er tour   |     | -  | Olivier Giroud                               | 14 | René Le Lamer                                             |     |
| 2008-2009 | National   | 1er | 75  | 38 | 21 | 12 | 5  | 55 | 24 | 31  |            | 1er tour   |     | -  | Cyril Arbaud                                 | 13 | Henri Stambouli                                           |     |
| 2009-2010 | Ligue 2    | 17e | 44  | 38 | 11 | 11 | 16 | 34 | 52 | -18 | 7e tour    | 2e tour    |     | -  | Yohann Rivière - Mamadou Doumbia             | 5  | Henri Stambouli                                           |     |
| 2010-2011 | Ligue 2    | 11e | 49  | 38 | 12 | 13 | 13 | 45 | 47 | -2  | 8e tour    | 1er tour   |     | -  | Nassim Akrour                                | 14 | José Pasqualetti                                          |     |
| 2011-2012 | Ligue 2    | 10e | 51  | 38 | 13 | 12 | 13 | 46 | 44 | 2   | 1/16 f     | 2e tour    |     | -  | Nassim Akrour                                | 9  | José Pasqualetti                                          |     |
| 2012-2013 | Ligue 2    | 13e | 38  | 38 | 11 | 10 | 17 | 38 | 45 | -7  | 1/16 f     | 1er tour   |     | -  | Guy-Roland Niangbo Nassa                     | 8  | José Pasqualetti                                          |     |
| 2013-2014 | Ligue 2    | 19e | 36  | 38 | 9  | 9  | 20 | 48 | 75 | -27 | 1/32 f     | 1er tour   |     | -  | Cheick Fantamady Diarra - Geoffrey Malfleury | 9  | José Pasqualetti - Frédéric Arpinon                       |     |
| 2014-2015 | National   | 17e | 22  | 34 | 4  | 10 | 20 | 27 | 61 | -34 | 8e tour    | 1er tour   |     | -  | Akim Zedadka                                 | 4  | Lionel Charbonnier - Bruno Savry                          |     |
| 2015-2016 | DHR        |     |     |    |    |    |    |    |    |     | 7e tour    | -          |     | -  | -                                            | -  | Mathias Lozano                                            |     |
| 2016-2017 | DHR        |     |     |    |    |    |    |    |    |     | 32e finale | -          |     | -  | -                                            | -  | Mathias Lozano                                            |     |
| 2017-2018 | Régional 1 | 2e  | 50  | 26 | 14 | 8  | 4  | 44 | 21 | 23  | -          | -          |     | -  | -                                            | -  | Mathias Lozano                                            |     |
| 2018-2019 | National 3 | 8e  | 33  | 24 | 10 | 3  | 11 | 29 | 30 | -1  | -          | -          |     | -  | -                                            | -  | Franck Priou                                              |     |
| 2019-2020 | National 3 |     |     |    |    |    |    |    |    |     | -          | -          |     | -  | -                                            | -  | Frédéric Cravero                                          |     |
| Saison    | Champ      | Cl  | Pts | J  | G  | N  | P  | Bp | Bc | Dif | CdF        | CdL        | TdC | CE | M. buteur                                    | B  | Entraîneur                                                | Aff |

Champ = championnat ; Cl = classement ; Pts = points ; J = joués ; G = gagnés ; N = nuls ; P = perdus ; Bp = buts pour ; Bc = buts contre ; Dif = différence de buts

CdF = Coupe de France ; CdL = Coupe de la Ligue ; TdC = Trophée des champions ; CE = Coupes d'Europe. 

Dans le détail : C1 = Ligue des champions (depuis 1992, Coupe des clubs champions de 1955 à 1992) ; C2 = Coupe des coupes (de 1961 à 1999) ; C3 = Ligue Europa (depuis 2009, Coupe UEFA de 1971 à 2009, Coupe des villes de foires de 1955 à 1971) ; C4 = Ligue Conférence (depuis 2024, Ligue Europa Conférence de 2021 à 2024) ; CI = Coupe Intertoto (de 1995 à 2008)

M. buteur = meilleur buteur en championnat ; B = buts marqués par le meilleur buteur en championnat ; Aff = affluence moyenne en championnat.
champion, vainqueur ou meilleur buteurvice-champion ou finalistepromubarrage de promotionreléguébarrage de relégation

### Championnats disputés
Le tableau suivant indique le championnat disputé par le club au cours des saisons.
|           | Niveau I | Niveau II            | Niveau III            | Niveau IV  | Niveau V   | Niveau VI       | Niveau VII       |
| 1970-1980 |          |                      |                       |            |            |                 | DHR Méditerranée |
| 1980-1981 |          |                      |                       |            |            | DH Méditerranée |                  |
| 1981-1982 |          |                      |                       |            | Division 5 |                 |                  |
| 1982-1984 |          |                      |                       | Division 4 |            |                 |                  |
| 1984-1985 |          |                      | Division 3            |            |            |                 |                  |
| 1985-1994 |          | Division 2           |                       |            |            |                 |                  |
| 1994-2001 |          |                      | National 1 / National |            |            |                 |                  |
| 2001-2004 |          | Division 2 / Ligue 2 |                       |            |            |                 |                  |
| 2004-2005 | Ligue 1  |                      |                       |            |            |                 |                  |
| 2005-2007 |          | Ligue 2              |                       |            |            |                 |                  |
| 2007-2009 |          |                      | National              |            |            |                 |                  |
| 2009-2014 |          | Ligue 2              |                       |            |            |                 |                  |
| 2014-2015 |          |                      | National              |            |            |                 |                  |
| 2015-2017 |          |                      |                       |            |            |                 | Régional 2       |
| 2017-2018 |          |                      |                       |            |            | Régional 1      |                  |
| 2018 -... |          |                      |                       |            | National 3 |                 |                  |

- Championnat national professionnel
- Championnat national professionnel et amateur
- Championnat national amateur
- Championnat régional amateur
- Championnat de district amateur

## Identité du club

### Couleurs
Les différentes équipes du club arborent du violet et du noir.

### Logos

Ancien logo (1920-1990)
Ancien logo (1990-2004)
Ancien logo (2004-2016)
Ancien logo (2016-2022)
Logo actuel (2022-)

## Personnalités du club

### Présidents
Le tableau suivant présente la liste des présidents du club depuis 1920.
| Rang | Nom                | Période   |
| ---- | ------------------ | --------- |
| 1    | Édouard Guizonnier | 1920-1940 |
| 2    | Pascal Jehan       | 1940-1945 |
| 3    | Pierre Menouret    | 1946-1959 |
| 4    | Pierre Coutarel    | 1959-1962 |
| 5    | Pierre Cornille    | 1962-1965 |
| 6    | Guy Romelli        | 1965-1969 |
| 7    | René Rizzo         | 1969-1977 |
| 8    | Michel Aviet       | 1977-1990 |

| Rang | Nom               | Période   |
| ---- | ----------------- | --------- |
| 9    | Bertrand Bonnet   | 1990-1997 |
| 10   | Bertrand Benoit   | 1997-2010 |
| 11   | Francis Collado   | 2010-2013 |
| 12   | Henry Cremadès    | 2013-2015 |
| 13   | Claude Christmann | 2015-2018 |
| 14   | Laurent Thomas    | 2018-2023 |
| 15   | Youssef Moumaris  | 2023-     |

### Entraîneurs
Le tableau suivant présente la liste des entraîneurs du club depuis 1920.
| Rang | Nom               | Période   |
| ---- | ----------------- | --------- |
| 1    | ?                 | 1920-1964 |
| 2    | Roger Huart       | 1962-1964 |
| 3    | Michel Vicidomini | 1964-1969 |
| 4    | Édouard Milanesi  | 1969-1970 |
| 5    | Jean-Marc Fachan  | 1970-1971 |
| 6    | Michel Vicidomini | 1971-1976 |
| 7    | Gérard Chaffard   | 1976-1977 |
| 8    | Djordje Korac     | 1977-1985 |
| 9    | Gérard Coinçon    | 1985-1988 |
| 10   | Guy Roussel       | 1988-1990 |
| 11   | Alain Laurier     | 1990-1993 |

| Rang | Nom                                   | Période                      |
| ---- | ------------------------------------- | ---------------------------- |
| 12   | Arnaud Dos Santos                     | 1993-1994                    |
| 13   | René Le Lamer                         | 1994-1997                    |
| 14   | Jean Castaneda                        | 1997-1999                    |
| 15   | Arnaud Dos Santos                     | 1999-2002                    |
| 16   | Azzedine Meguellatti                  | 2002-2003                    |
| 17   | Mehmed Bazdarevic                     | 2003-2005                    |
| 18   | Jean-Louis Gasset & Xavier Gravelaine | janvier 2005-septembre 2006  |
| 19   | Bernard Rodriguez                     | septembre 2006-décembre 2006 |
| 20   | René Le Lamer                         | décembre 2006-2008           |
| 21   | Henri Stambouli                       | 2008-2010                    |

| Rang | Nom                | Période                   |
| ---- | ------------------ | ------------------------- |
| 22   | José Pasqualetti   | 2010-avril 2014           |
| 23   | Frédéric Arpinon   | avril 2014-mai 2014       |
| 24   | Lionel Charbonnier | juillet 2014-février 2015 |
| 25   | Bruno Savry        | février 2015-juin 2015    |
| 26   | Mathias Lozano     | juillet 2015-mai 2018     |
| 27   | Franck Priou       | juillet 2018-mai 2019     |
| 28   | Frédéric Cravero   | mai 2019-juin 2022        |
| 29   | Fabrice Huart      | juillet 2022-mars 2023    |
| 30   | Anthony Sichi      | mars 2023-janvier 2025    |
| 31   | Zaki Noubir        | janvier 2025-             |

### Joueurs emblématiques
| Rang | Nom             | Buts | Matchs | Carrière au club        |
| ---- | --------------- | ---- | ------ | ----------------------- |
| 1    | Nassim Akrour   | 73   | 190    | 2000 - 2002 2010 - 2013 |
| 2    | Réginald Ray    | 31   | 109    | 1991 - 1994             |
| 3    | Mohamed Chaouch | 30   | 61     | 1990 - 1992             |
| 4    | Jacques Rémy    | 21   | 72     | 1994 - 1995 2002 - 2004 |
| 5    | Walid Mesloub   | 19   | 95     | 2007 - 2010             |

| Rang | Nom                | Matchs | Carrière au club                    |
| ---- | ------------------ | ------ | ----------------------------------- |
| 1    | Christophe Dumolin | 307    | 1999 - 2010                         |
| 2    | Amor Kehiha        | 208    | 1999 - 2005 2008 - 2012 2016 - 2019 |
| 3    | Nassim Akrour      | 190    | 2000 - 2002 2010 - 2013             |
| 4    | Lionel Francioli   | 169    | 1983 - 1994                         |
| 5    | Dragan Popovic     | 165    | 1987 - 1992                         |

Au cours de son histoire, le club istréen a compté dans ses rangs plusieurs joueurs qui ont marqué de leur empreinte l'histoire du club.
Le défenseur français Christophe Dumolin est le joueur le plus capé sous le maillot violet avec 307 apparitions suivi par le latéral droit français Amor Kehiha avec 208 apparitions.
Au rayon des meilleurs buteurs, c'est l'attaquant algérien Nassim Akrour qui occupe la première place avec 73 réalisations suivi de l'attaquant français Réginald Ray auteur de 31 réalisations sous le maillot istréen.

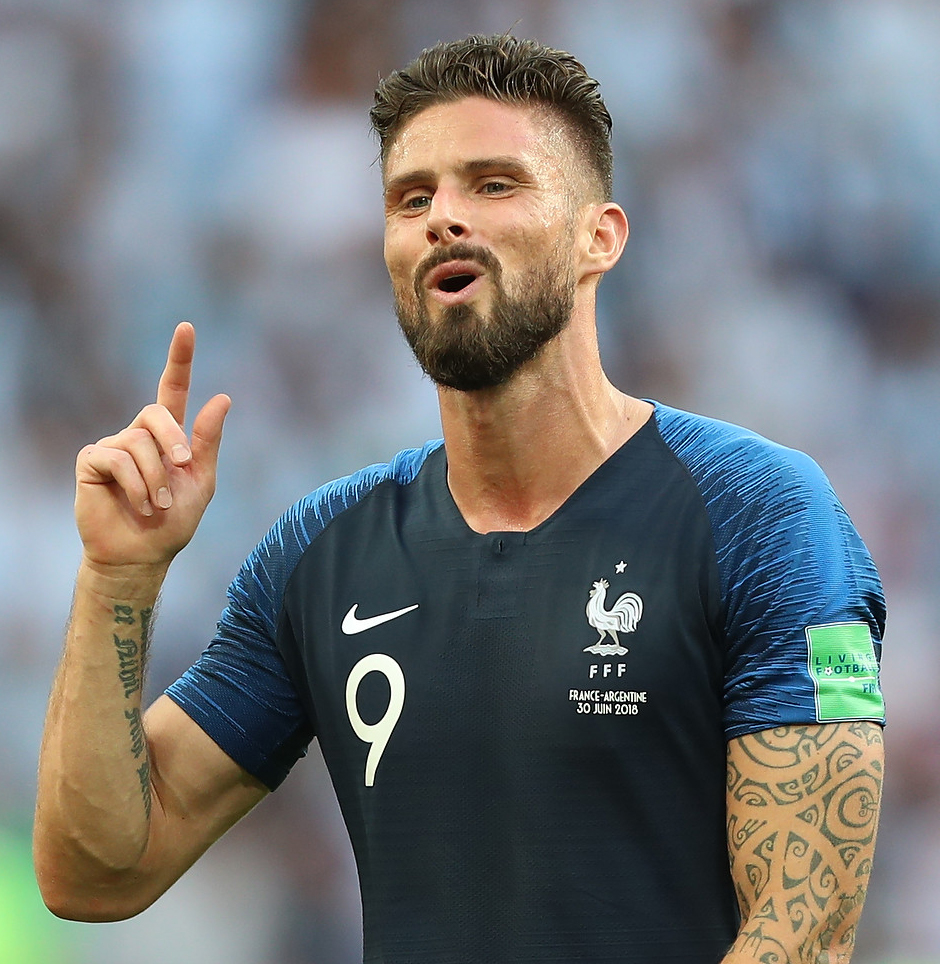
Olivier Giroud se révèle sous les couleurs istréennes en inscrivant 14 buts en National lors de la saison 2007-2008.

Formé à l'AJ Auxerre, Franck Priou rejoint Istres Sports en 1983 et inscrit 14 réalisations durant la saison 1985-1986. Il effectue son retour au club en 1997-1998 afin d'y terminer sa carrière professionnelle. À l'été 1985, les Aviateurs, alors en Division 2, recrutent l'attaquant Didier Monczuk. Ce dernier marque 10 réalisations durant la saison avant de rejoindre un an plus tard l'Olympique d'Alès.
En 1992, l'international français Alain Boghossian est prêté une saison à Istres en Division 2 par l'Olympique de Marseille et y inscrit 8 buts. En 1998-1999, Christophe Dumolin rejoint le FC Istres alors en National, avec lequel il réussit à accéder jusqu'à la Ligue 1 en 2004. Une montée qui a été mal gérée puisque le club est redescendu aussitôt retournant même en National à l'issue de la saison 2006-2007. Il participe à la remontée du club en Ligue 2 lors de la saison 2008-2009.
Le portier Rudy Riou s'engage à Istres promu en Ligue 1 au mercato estival de 2004. Le club provençal passe une saison en Ligue 1 puis est relégué. Riou reste à Istres jusqu'à la fin de la saison 2006-2007, quittant le club alors relégué en National, pour rejoindre le Toulouse FC, alors troisième de Ligue 1 et qualifié pour le tour préliminaire de la Ligue des champions. Le défenseur ivoirien Mamadou Doumbia signe en juillet 2006 pour 350 000 euros en faveur du FC Istres et y restera jusqu'en 2011. Il effectue son retour en Provence lors de la saison 2013-2014.
Après deux saisons dans le club isérois du Grenoble Foot 38, Olivier Giroud est prêté au club qui évolue alors en National durant la saison 2007-2008. Auteur de 14 buts, il est recruté la saison suivante par le Tours FC, promu en Ligue 2. L'attaquant Nicolas de Préville fait ses débuts en professionnel en 2009 en Ligue 2 avant de s'engager en janvier 2013  trois ans et demi avec le Stade de Reims. En 2013-2014, le club provençal fait signer le jeune milieu guinéen Naby Keita en provenance d'Horoya AC. Il réalise une bonne saison et est vendu 1,5 million d'euros au club autrichien du Red Bull Salzbourg.

## Structures du club

### Structures sportives

#### Stades
Le stade Parsemain est inauguré le 9 avril 2005 et il a une capacité de 12 500 places. Le record d'affluence est de 13 614 spectateurs lors d'un match contre l'Olympique de Marseille en mai 2005.

### Aspects juridiques et économiques

#### Éléments comptables
| Saison | 2009-2010 | 2010-2011 | 2011-2012 | 2012-2013 | 2013-2014 | 2014-2015 | 2024-2025 |  |
| Budget | 7,5 M€    | 5,7 M€    | 5,6 M€    | 5 M€      | 5,2 M€    | 2 M€      | 1,2 M€    |  |

## Soutien et image

### Affluences et supporters
Dès le début des années 1990, un premier kop ultra violet d'une vingtaine de membres suit l'équipe première dans ses déplacements et même jusqu'à Sedan ou Angers pour le match de barrage d'accession à la Division 1. Un Fanzine est également créé et le magazine SUP'MAG intègre le groupe dans le top 50 français.
- Ultras Violet : 1998 à 2005
- Brigada Istré : 2005 à 2009
- Fanatics Istres : 2005
- Magenta Ultra : depuis février 2010

## Rivalités

### Avec Martigues
Malgré le nombre de clubs présents sur le pourtour de l'étang, tels que l'AC Port de Bouc, l'ES Vitrolles, l'ES Fos-sur-mer, le SC Berre l'Étang, le principal derby de l'Étang de Berre reste celui entre le FCIOP et son voisin du FC Martigues. Historiquement, les derbys de l'Étang tournent à l'avantage des martégaux comme l'attestent le bilan suivant pour le FCM à savoir de 12 victoires, 11 matchs nuls et seulement 4 défaites.
Confrontations
| Compétitions    | Dates      | Lieux                | Domicile     | Scores | Extérieur    |
| --------------- | ---------- | -------------------- | ------------ | ------ | ------------ |
| Coupe de France | 12-01-1980 | Stade Francis Turcan | FC Martigues | 4 – 3  | FC Istres    |
| Division 2A     | 25-10-1985 | Stade Bernard Bardin | FC Istres    | 1 – 3  | FC Martigues |
| Division 2A     | 28-03-1986 | Stade Francis Turcan | FC Martigues | 1 – 0  | FC Istres    |
| Division 2B     | 25-10-1986 | Stade Francis Turcan | FC Martigues | 0 – 0  | FC Istres    |
| Division 2B     | 09-05-1987 | Stade Bernard Bardin | FC Istres    | 1 – 0  | FC Martigues |
| Division 2A     | 28-08-1987 | Stade Bernard Bardin | FC Istres    | 1 – 1  | FC Martigues |
| Division 2A     | 27-02-1988 | Stade Francis Turcan | FC Martigues | 3 – 0  | FC Istres    |
| Coupe de France | 10-09-1988 | Stade Francis Turcan | FC Martigues | 2 – 1  | FC Istres    |
| Division 2B     | 05-02-1989 | Stade Bernard Bardin | FC Istres    | 0 – 0  | FC Martigues |
| Division 2A     | 10-03-1989 | Stade Bernard Bardin | FC Istres    | 1 – 1  | FC Martigues |
| Division 2B     | 15-09-1989 | Stade Francis Turcan | FC Martigues | 2 – 2  | FC Istres    |
| Division 2A     | 03-03-1990 | Stade Francis Turcan | FC Martigues | 1 – 0  | FC Istres    |
| Division 2A     | 25-08-1990 | Stade Francis Turcan | FC Martigues | 3 – 0  | FC Istres    |
| Division 2A     | 12-01-1991 | Stade Bernard Bardin | FC Istres    | 2 – 0  | FC Martigues |
| Division 2B     | 02-11-1991 | Stade Bernard Bardin | FC Istres    | 1 – 1  | FC Martigues |
| Division 2B     | 04-04-1992 | Stade Francis Turcan | FC Martigues | 0 – 1  | FC Istres    |
| Division 2A     | 05-12-1992 | Stade Francis Turcan | FC Martigues | 3 – 0  | FC Istres    |
| Division 2A     | 08-05-1993 | Stade Bernard Bardin | FC Istres    | 0 – 1  | FC Martigues |
| Coupe de France | 17-01-1997 | Stade Francis Turcan | FC Martigues | 3 – 1  | FC Istres    |
| National        | 12-12-1998 | Stade Bernard Bardin | FC Istres    | 1 – 1  | FC Martigues |
| National        | 14-05-1999 | Stade Francis Turcan | FC Martigues | 1 – 1  | FC Istres    |
| National        | 04-12-1999 | Stade Francis Turcan | FC Martigues | 3 – 1  | FC Istres    |
| National        | 13-05-2000 | Stade Bernard Bardin | FC Istres    | 1 – 3  | FC Martigues |
| Division 2      | 17-11-2001 | Stade Bernard Bardin | FC Istres    | 0 – 0  | FC Martigues |
| Division 2      | 06-04-2002 | Stade Francis Turcan | FC Martigues | 1 – 1  | FC Istres    |
| National        | 17-11-2007 | Stade Parsemain      | FC Istres    | 1 – 0  | FC Martigues |
| National        | 19-04-2008 | Stade Francis Turcan | FC Martigues | 2 – 2  | FC Istres    |

### Avec Arles
Le premier derby de la Provence entre les deux clubs s'est joué en 1964 lors du 4e tour de Coupe de France qui a vu le FCIOP se faire etriller sur le score de 6 buts à 3. Par la suite, les deux clubs ont dû attendre près de 30 ans avant de se rencontrer à nouveau dans une compétition officielle. Historiquement, les derbys de la Provence sont assez équilibrés puisqu'on constate six victoires pour les arlésiens, quatre victoires pour les istréens et quatre matchs nuls.
Confrontations
| Compétitions    | Dates      | Lieux                  | Domicile         | Scores | Extérieur        |
| --------------- | ---------- | ---------------------- | ---------------- | ------ | ---------------- |
| Coupe de France | 08-11-1964 | Stade Audibert         | FC Istres        | 3 – 6  | AC Arles         |
| Coupe de France | 19-12-1976 | Stade Audibert         | AC Arles         | 2 – 0  | FC Istres        |
| National        | 22-09-2007 | Stade Fernand Fournier | AC Arles         | 0 – 2  | FC Istres        |
| National        | 07-03-2008 | Stade Parsemain        | FC Istres        | 0 – 0  | AC Arles         |
| National        | 13-09-2008 | Stade Fernand Fournier | AC Arles         | 1 – 3  | FC Istres        |
| National        | 28-02-2009 | Stade Parsemain        | FC Istres        | 0 – 3  | AC Arles         |
| Ligue 2         | 02-09-2009 | Stade Parsemain        | FC Istres        | 1 – 1  | AC Arles-Avignon |
| Ligue 2         | 05-03-2010 | Parc des Sports        | AC Arles-Avignon | 3 – 0  | FC Istres        |
| Ligue 2         | 20-12-2011 | Parc des Sports        | AC Arles-Avignon | 1 – 5  | FC Istres        |
| Ligue 2         | 27-04-2012 | Stade Parsemain        | FC Istres        | 0 – 0  | AC Arles-Avignon |
| Ligue 2         | 23-11-2012 | Stade Parsemain        | FC Istres        | 0 – 1  | AC Arles-Avignon |
| Ligue 2         | 19-04-2013 | Parc des Sports        | AC Arles-Avignon | 1 – 0  | FC Istres        |
| Ligue 2         | 18-10-2013 | Stade Parsemain        | FC Istres        | 1 – 0  | AC Arles-Avignon |
| Ligue 2         | 21-03-2014 | Parc des Sports        | AC Arles-Avignon | 2 – 2  | FC Istres        |